# 狭籽小煤炱
狭籽小煤炱（学名：Meliola leptospermi）是属于小煤炱目小煤炱科小煤炱属的一种真菌，寄生在水翁属植物上。该种分布于中国、澳大利亚。